# The Lost Boys
The Lost Boys (bra Os Garotos Perdidos; prt Os Rapazes da Noite) é um filme estadunidense de 1987 do gênero comédia de terror dirigido por Joel Schumacher. Foi produzido por Harvey Bernhard com um roteiro escrito por Jeffrey Boam, Janice Fischer e James Jeremias. É estrelado por Corey Haim, Corey Feldman, Jason Patric, Kiefer Sutherland, Jami Gertz, Dianne Wiest, Edward Herrmann, Alex Winter, Jamison Newlander e Bernard Hughes. O filme conta a história de dois irmãos que se mudam para uma cidade litorânea na Califórnia e acabam tendo que lidar com uma gangue de vampiros que aterrorizam o local.
O filme foi lançado e produzido pela Warner Bros em 31 de julho de 1987 e foi um sucesso comercial e crítico, arrecadando mais de US$32 milhões, contra um orçamento de produção de US$8,5 milhões. The Lost Boys acabou atingindo status de clássico cult, em parte por sua ambientação, trilha sonora, estilo característico dos anos 80, sua história de horror envolvendo vampiros em contraste com sua comédia típica de filmes da época. Seu sucesso acabou levando a outras duas sequências, Lost Boys: The Tribe e
Lost Boys: The Thirst, bem como duas séries de histórias em quadrinhos.

## Sinopse
Sam Emerson e seu irmão mais velho Michael eram adolescentes comuns que moravam em Phoenix, Arizona, até se mudarem com sua mãe Lucy para a cidade litorânea de Santa Carla (Santa Cruz na vida real), Califórnia. Lucy é recém divorciada e passa a morar com seus filhos Sam e Michael na casa de seu pai (Vovô). Coisas estranhas começam a acontecer. Em uma noite de concertos no calçadão da cidade, o jovem Sam, fã de histórias em quadrinhos, encontra novos amigos com interesses semelhantes, os irmãos Edgar e Alan Frog, enquanto o seu angustiado irmão Michael acaba se apaixonando por Star, que está envolvida com David, o líder de uma gangue de vampiros. Pouco tempo depois, após ler uma revista de terror sobre vampiros e ao se dar conta de que seu irmão Michael pouco a pouco também está se tornando um vampiro, Sam e os irmãos Frog, seus novos amigos caçadores de vampiros, embarcam na missão de salvar Michael e Star das criaturas da noite.

## Elenco
- Dianne Wiest .... Lucy Emerson
- Jason Patric .... Michael Emerson
- Corey Haim .... Sam Emerson
- Jami Gertz .... Star
- Kiefer Sutherland .... David
- Corey Feldman .... Edgar Frog
- Jamison Newlander .... Alan Frog
- Bernard Hughes .... Vovô
- Alex Winter .... Marko
- Brooke McCarter .... Paul
- Billy Wirth .... Dwayne
- Chance Michael Corbitt .... Laddie Thompson
- Edward Herrmann .... Max
- Kelly Jo Minter .... Maria

## Produção
Uma notícia da Variety de 5 de março de 1985 anunciou que a produtora independente Producers Sales Organization (PSO) comprou os roteiristas de primeira viagem Janice Fischer e James Jeremias por $400.000 em 20 de fevereiro de 1986. A PSO anunciou a aquisição do projeto em American Film Market 1985. Mais tarde a Warner Bros. aderiu ao projeto, assumindo a distribuição nacional e alguns territórios estrangeiros.

### Roteiro
O título do filme é uma referência para os personagens apresentados nas histórias de Peter Pan de J. M. Barrie, que - assim como os vampiros - nunca envelhecem. De acordo com Day, o tema central de The Lost Boys, "organizado em torno de alusões referentes a Peter Pan", é a tensão em torno da família Emerson e do mundo da adolescência contemporânea. O filme foi originalmente planejado para ser dirigido por Richard Donner e o roteiro escrito por Janice Fischer e James Jeremias, que teria sido modelado no recente sucesso de Donner, The Goonies (1985). Desta forma, o filme foi imaginado como uma aventura juvenil com vampiros de 13 ou 14 anos, enquanto os irmãos Frog eram "escoteiros de 8 anos" e o personagem de Star era um menino jovem. Quando Donner se comprometeu com outros projetos, Joel Schumacher foi abordado para dirigir o filme. Ele insistiu em acrescentar elementos de terror e tornar o filme mais sexy e adulto, trazendo o roteirista Jeffrey Boam para reformular o roteiro e aumentar a idade dos personagens.

## Recepção

### Bilheteria
O The Lost Boys estreou em segundo lugar durante seu fim de semana de estreia, com um faturamento superior a US$ 5,2 milhões. Ele passou a arrecadar um total superior a US$ 32,2 milhões, contra um orçamento de US$ 8,5 milhões.

### Crítica
teve avaliações geralmente favoráveis. No Rotten Tomatoes o filme mantém uma classificação de 75% com base em 63 críticas. O consenso crítico diz: "Imperfeito, mas eminentemente assistível, o thriller adolescente de vampiros de Joel Schumacher combina horror, humor e muito estilo visual com performances de destaque de um elenco cheio de jovens estrelas da década de 1980". No Metacritic tem uma classificação positiva de 63/100. O público pesquisado pela CinemaScore atribuiu ao filme uma nota "A−" na escala de A + a F.

## Legado e influência

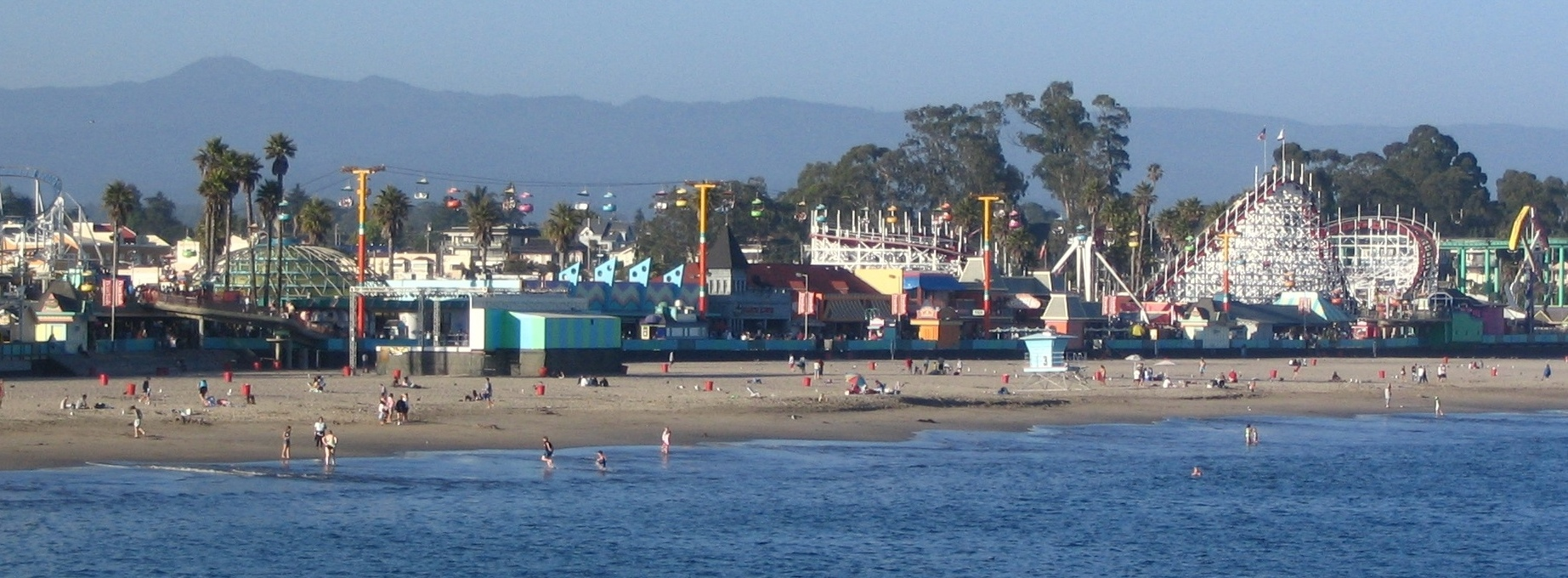
A maioria das filmagens que mostram o litoral foram realizadas no calçadão de Santa Cruz, que inspirou a cidade fictícia de Santa Carla, um parque de diversões à beira-mar.

O mitógrafo A. Asbjørn Jøn escreveu que The Lost Boys ajudou a mudar as representações da cultura popular dos vampiros. O filme é frequentemente creditado por trazer um apelo mais jovem e rebelde ao gênero dos vampiros, sem deixar seus aspectos folclóricos como aversão e fraqueza a luz solar e água benta, ao tornar os próprios vampiros jovens e sexy, ao mesmo tempo implacáveis e sanguinários. Isso inspirou filmes subsequentes como Buffy, a Caçadora de Vampiros. A cena em que David transforma macarrão em vermes foi diretamente referenciada no filme de documentário sobre vampiros de 2014, What We Do in the Shadows.

### Na música
O filme inspirou a canção com o mesmo nome de 2004 pela banda de rock finlandesa The 69 Eyes, o videoclipe da música possui várias referências ao filme. O videoclipe de "Into the Summer", uma música lançada pela banda de rock americana Incubus em 23 de agosto de 2019, presta homenagem ao filme. Alguns grupos musicais tiveram seus nomes retirados do filme, como a banda americana de hardcore punk Death by Stereo, cujo nome foi tirado de uma fala de Sam em uma parte do filme onde ele profere a frase: "Death by Stereo!".

## Prêmios e indicações
Saturn Award (Academy of Science Fiction, Fantasy & Horror Films - EUA)
- Recebeu o Prêmio Saturn na categoria de Melhor Filme de Terror.
- Indicado nas categorias de Melhor Figurino, Melhor Maquiagem, Melhor Atuação de um Ator Jovem (Corey Haim) e Melhor Ator Coadjuvante (Barnard Hughes).